# بيرجه (مقاطعة كلاردشت)
بيرجه (بالفارسية: پی‌رجه) هي قرية تقع في Kuhestan Rural District في إيران. يقدر عدد سكانها بـ 55 نسمة بحسب إحصاء 2016.